# Mehadica
Mehadica (en hongrois : Mehadika) est une commune roumaine du județ de Caraș-Severin.